# Ardon (Loiret)
Ardon ist eine französische Gemeinde mit 1.201 Einwohnern (Stand: 1. Januar 2022) im Département Loiret in der Region Centre-Val de Loire. Sie gehört zum Arrondissement Orléans und zum Kanton La Ferté-Saint-Aubin. Die Einwohner werden Ardonnais genannt.

## Geographie
Ardon liegt etwa 13 Kilometer südlich von Orléans. Umgeben wird Ardon von den Nachbargemeinden Olivet im Norden, Orléans im Nordosten, Saint-Cyr-en-Val im Osten, La Ferté-Saint-Aubin im Süden und Südosten, Jouy-le-Potier im Süden und Südwesten, Mézières-lez-Cléry im Westen sowie Saint-Hilaire-Saint-Mesmin im Nordwesten.
Am Westrand der Gemeinde führt die Autoroute A71 entlang.

## Bevölkerungsentwicklung
| Jahr                       | 1962 | 1968 | 1975 | 1982 | 1990 | 1999 | 2008 | 2017 |
| Einwohner                  | 372  | 348  | 536  | 700  | 731  | 851  | 1113 | 1117 |
| Quellen: Cassini und INSEE |      |      |      |      |      |      |      |      |

## Sehenswürdigkeiten
- Kirche Saint-Pierre aus dem 19. Jahrhundert
- Schloss Boisgibault aus dem 17. Jahrhundert, seit 2001 Monument historique
- mehrere Schlösser und Herrenhäuser

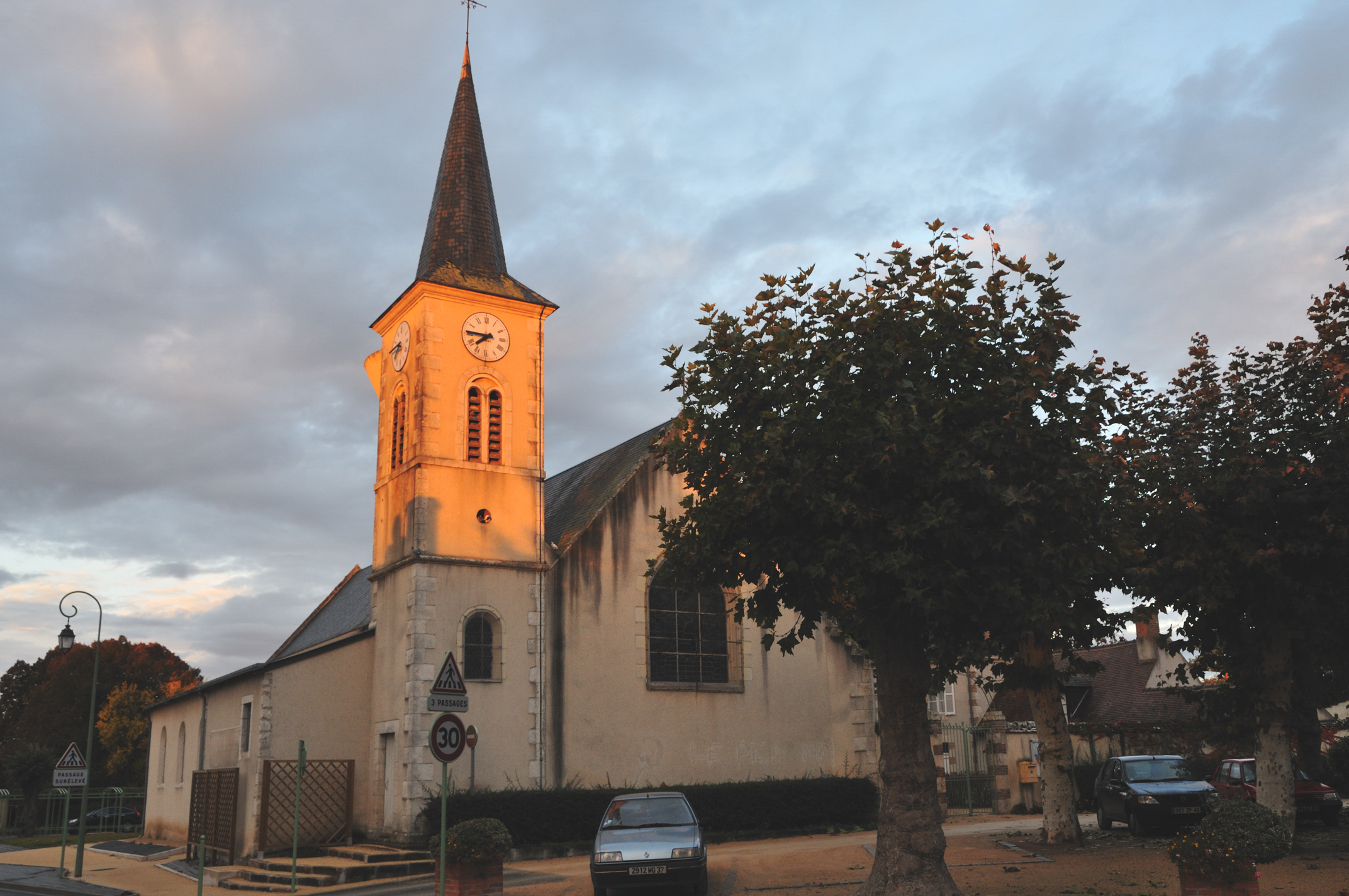
Kirche Saint-Pierre
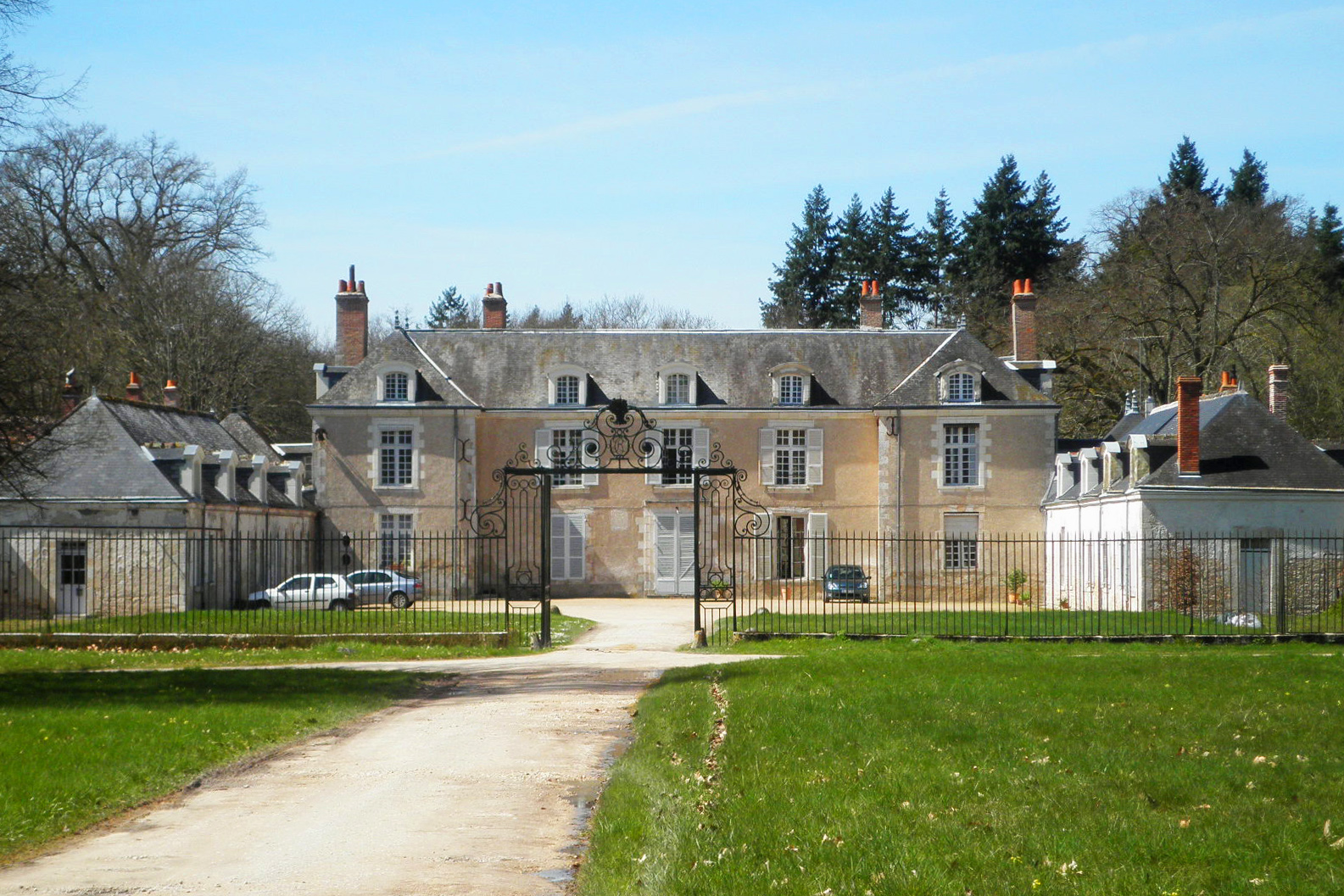
Schloss Boisgibault